# Société d'investissement immobilier cotée
 (novembre 2014).
Si vous disposez d'ouvrages ou d'articles de référence ou si vous connaissez des sites web de qualité traitant du thème abordé ici, merci de compléter l'article en donnant les références utiles à sa vérifiabilité et en les liant à la section « Notes et références ».
La société d'investissement immobilier cotée (SIIC) est un type d'entreprise française propriétaire de bâtiments soumise à un régime fiscal particulier. Dans la plupart des cas, cette entreprise gère le patrimoine immobilier pour le compte de ses actionnaires. Celle-ci se distingue de la société civile de placement immobilier (SCPI ou OCPI), dont les titres ne peuvent être échangés sur des places boursières régulées (ils sont vendus de gré à gré). Les SIIC, au contraire, sont cotées en bourse, donc ouvertes aux investisseurs particuliers, au sein d'un compte titre ordinaire (CTO) par exemple. Ce statut a été créé en 2003.
La SIIC a été créée comme équivalent français puis européen des real estate investment trusts (REITs) américains. Une SIIC est la plupart du temps propriétaire de plusieurs types de bâtiments, des bureaux d'entreprises aux appartements particuliers, en passant par des établissements médicalisés type EHPAD, murs de magasin ou hôtels.

## Avantages / Inconvénients
L'avantage de définir une entreprise comme une SIIC est une exonération totale de l'impôt sur les sociétés. 
L'un des inconvénients est que pour prétendre à ce régime, une entreprise doit reverser au moins 95 % de ses loyers et 70 % de ses plus-values à ses actionnaires sous forme de dividendes ou rachats d'actions. Elle peut être tenue de verser des dividendes à ses actionnaires à des moments défavorables ou quand elle manque de fonds facilement disponibles pour distribution.
Jusqu'au 21 octobre 2011, il était possible de loger une SIIC au sein d'un plan d'épargne en actions (PEA), et de cumuler ainsi l'exonération d'imposition sur les dividendes et les plus-values du PEA avec l'exonération de l'impôt sur les sociétés propre au SIIC. Il n'est plus possible d'ajouter de nouvelles actions de SIIC dans un PEA depuis cette date. Néanmoins, les titres de SIIC présents dans un PEA avant le 21 octobre 2011 peuvent y demeurer.

## En Europe
Les REITs (Real Estate Investment Trusts) européens ont été mis en place pour résister à la concurrence des méga-entreprises créées aux États-Unis dans le domaine de l'immobilier locatif. 
Ils ont en Europe d'abord été créés en France en 2003 avec une évolution du droit qui a permis le régime SIIC (société d'investissement immobilier cotée), puis au Royaume-Uni, en Allemagne et en Italie en 2007 (au moment de la crise des subprimes). 
En 2010, les trois quarts des foncières cotées dans le monde avaient adopté ce statut (ou un statut très proche), soit l'équivalent de 2 % de la capitalisation boursière mondiale. En 2010 toujours, le marché européen des « Sociétés d'investissement immobilier cotées » était essentiellement constitué des foncières françaises (40 % du total) et des foncières britanniques (40 % aussi). Ces entreprises d'un type nouveau ont subi le choc, et le contrechoc en Europe de la crise des crédits subprime aux États-Unis.

## En France
Dans ce pays, Unibail-Rodamco a été pendant un temps la plus grande SIIC, bien qu'elle ait adopté depuis 2009 la forme d'une société européenne.
Au Québec, ces sociétés sont appelées fiducies de placement immobilier (FPI).
| Liste des SIIC françaises  | capitalisation en M€ à fin 2017 |
| -------------------------- | ------------------------------- |
| Acanthe Développement      | 127                             |
| Affine R.E.                | 166                             |
| Altarea Cogedim            | 3340                            |
| Argan                      | 594                             |
| Bleecker                   | 100                             |
| Carmila                    | 3135                            |
| Cegereal                   | 507                             |
| Foncière Atland            | 73                              |
| Foncière des Murs          | 2513                            |
| Foncière Des Régions       | 6979                            |
| Foncière Inéa              | 240                             |
| Foncière Paris Nord        | 2                               |
| Frey                       | 302                             |
| Gecina                     | 11157                           |
| Icade                      | 6072                            |
| Immobilière Dassault       | 295                             |
| Klépierre                  | 11526                           |
| Mercialys                  | 1698                            |
| Mrm                        | 79                              |
| Officiis Properties        | 21                              |
| Patrimoine & Commerce      | 275                             |
| Scbsm                      | 98                              |
| Sélectirente               | 104                             |
| Société Foncière Lyonnaise | 2541                            |
| Terreïs                    | 1077                            |
| Tour Eiffel                | 678                             |
| Unibail-Rodamco            | 20972                           |

## Histoire
Les sociétés d'investissement immobilier cotées françaises sont calquées sur les Real Estate Investment Trusts (REITs) américains.
Les REITs ont été fondés en 1960 par le Congrès américain pour donner à tous les investisseurs, particuliers ou institutionnels, l'opportunité d'investir dans un portefeuille immobilier de grande échelle, tout en bénéficiant des exonérations d'imposition des Direct Participation Programs (DPPs), qui n'étaient accessibles qu'aux investisseurs extrêmement aisés.
Les SIIC ont été créées sur leur modèle en 2003[réf. nécessaire].

## Fonctionnement
Les investisseurs ont la possibilité d'acheter des parts de SIIC comme ils achètent une action.
Contrairement aux organismes de placement collectif en valeurs mobilières (OPCVM), la cotation assure la liquidité, le vendeur n'a pas à attendre un rapprochement vendeur/acheteur mensuel ou hebdomadaire ou la mise sur le marché du gré à gré pour une durée incertaine.